# Münchner Filmwerkstatt
Die Münchner Filmwerkstatt e. V. ist ein 1995 gegründeter gemeinnütziger Verein zur Förderung der Filmkunst und Kultur. Er sieht sich als Zentrum der Independentfilm-Szene in München und darüber hinaus. Vorstand ist der Filmregisseur und -produzent Martin Blankemeyer.
Die Filmwerkstatt produziert Filme (unter anderem Der Tag der Befreiung, Der Goldene Nazivampir von Absam 2 – Das Geheimnis von Schloß Kottlitz und Der Rote Punkt), bietet Seminare, Lehrgänge und Werkstätten zum Thema Film an, veranstaltet das KALIBER35 Munich International Short Film Festival und einen regelmäßigen Jour fixe am 15. jeden Monats. Als Mitglied im MedienCampus Bayern, der AG Kurzfilm, im afk-Fernsehverein München, im Bundesverband Jugend und Film und im Paritätischen Bildungswerk sowie international bei NISI MASA und der Golden Raspberry Award Foundation kooperiert sie mit anderen Medieninitiativen. Der Verein betreibt auch die film.coop mit eigenen Räumlichkeiten im Gewerbehof Westend unweit der Donnersbergerbrücke, wo die meisten seiner Veranstaltungen stattfinden. In der Vergangenheit hat er bei seinen Aktionen und Projekten aber auch immer wieder Räumlichkeiten u. a. in den Bavaria Studios in Geiselgasteig, im Bayerischen Filmzentrum, dem Mathäser oder der Pasinger Fabrik genutzt. Seit 2012 ist die Münchner Filmwerkstatt Gesellschafter des Filmhaus Köln und dessen Tochterfirma Filmhaus Babelsberg und koordiniert die Konzeption und Vermarktung der Seminare und Lehrgänge zwischen diesen drei Standorten, so dass ein flächendeckendes Netz für Weiterbildung von Filmschaffenden entstanden ist.
Zu den Dozenten der Seminare und Lehrgänge gehören u. a.
1. Uwe Boll (Filmfinanzierung international)
2. Markus Bräutigam (Filmschnitt)
3. Anna Ewelina (Schauspiel)
4. Maike Mia Höhne (Kurzfilm)
5. Steffi Kammermeier (Bairisch)
6. Hendrik Martz (Meisner-Technik)
7. Tyron Montgomery (VFX)
8. Jens Schanze (Dokumentarfilm)
9. Martin Thau (Drehbuch)
10. Mark Travis (Filmregie)
11. Christopher Vogler (Drehbuch)
12. Marc Oliver Dreher (Filmproduktionsleitung und Konfliktmanagement)

Die Münchner Filmwerkstatt finanziert sich durch Teilnahmebeiträge und Unterstützung ortsansässiger Firmen – öffentliche Förderung erhält sie nur projektbezogen im Einzelfall.